# Amathuxidia plateni
Amathuxidia plateni är en fjärilsart som beskrevs av Otto Staudinger 1887. Amathuxidia plateni ingår i släktet Amathuxidia och familjen praktfjärilar. Inga underarter finns listade i Catalogue of Life.